# Rosengarten (massief)
De Rosengarten (Italiaans: Catinaccio) is een berggroep in de Italiaanse Dolomieten.
Het massief ligt ingeklemd tussen de Zuid-Tiroler bergdalen Eggental en Tierser Tal en het Trentiner Val di Fassa. In het zuiden vormt de Costalungapas de scheiding met het gebergte van de Latemar. De Rosengarten is vanwege zijn opmerkelijke vorm en roodachtige kleur zeer herkenbaar. Vanuit het westen zorgt het gebergte bij zonsondergang vaak voor spektakel als het dieprood oplicht.
De hoogste top van de Rosengarten, de Kesselkogel (Catinaccio d'Antermoia, 3002 m) overschrijdt als enige van het massief de 3000 metergrens. De top werd in 1873 voor het eerst beklommen door de Britten C. Comyn Tucker en T. H. Carson. Iets lager is de hoofdtop van het massief, de Rosengartenspitze (Cima Catinaccio, 2981 m). Het meest opzienbarend zijn de ranke Vajolet-Türme (Torri del Vajolet, 2813 m).

## Toppen van het massief
- Kesselkogel (Catinaccio d'Antermoia, 3004 m)
- Vajolet-Türme (Torri del Vajolet, 2813 m)
- Laurinswand (Croda di Re Laurino, 2813 m)
- Rosengartenspitze (Cima Catinaccio, 2981 m)
- Tscheiner-Spitze (Cima Sforcella , 2810 m)
- Rotwand (Roda di Vael, 2806 m)
- Teufelswand (2727 m)

## Berghutten
- Rifugio Re Alberto (Gartlhütte)
- Grasleitenhütte (Rifugio Bergamo di Principe)
- Grasleitenpasshütte (Rifugio Passo Principe)
- Kölner Hütte/Rosengartenhütte (Rifugio Fronza alle Coronelle)
- Paolinahütte (Rifugio Paolina)
- Rifugio Antermóia
- Rifugio Ciampedie
- Rifugio Roda di Vaèl
- Rifugio Vaiolet
- Santnerpasshütte (Rifugio Passo Santner)
- Schutzhaus Tierser Alpl (Rifugio Alpe di Tires)